# Labbskär (Kökar, Åland)
Labbskär är ett skär i Åland (Finland). Det ligger i Skärgårdshavet och i kommunen Kökar i landskapet Åland, i den sydvästra delen av landet. Ön ligger omkring 68 kilometer sydöst om Mariehamn och omkring 220 kilometer väster om Helsingfors.
Öns area är 3,7 hektar och dess största längd är 420 meter i sydöst-nordvästlig riktning. Trakten är glest befolkad. Närmaste större samhälle är Kökar, 14,8 km norr om Labbskär.